# خترا
خترا (به لهستانی:  Chytra) یک روستا در لهستان است که در گمینا خاینووکا واقع شده‌است.